# Dendrocnide rigidifolia
Dendrocnide rigidifolia är en nässelväxtart som först beskrevs av Charles Budd Robinson, och fick sitt nu gällande namn av Chew. Dendrocnide rigidifolia ingår i släktet Dendrocnide och familjen nässelväxter. Inga underarter finns listade i Catalogue of Life.